# 伊凡 (阿肯色州)
伊凡（英語：Ivan）是位於美國阿肯色州達拉斯縣的一個非建制地區。該地的面積和人口皆未知。

## 地理
伊凡的座標為33°54′42″N 92°25′29″W / 33.91167°N 92.42472°W，而該地的平均海拔高度為60米（即210英尺）。